# Priroda
Priroda (ryska: Природа) var en självdriven trycksatt modul på den ryska rymdstationen Mir. Den sköts upp med en Proton-K-raket från Kosmodromen i Bajkonur den 23 april 1996. Den dockade med rymdstationen den 26 april.
Modulens huvudsyfte var att studera Jorden och klimatet.

## Anslutningar
Priroda hade en dockningsport.
- Akter: Anslutning till DOS-7, Mirs huvudmodul.

## Uppskjutning
Modulen sköts upp den med en Proton-K-raket den 23 april 1996. Den 26 april dockade den själv med Mirs främre dockningsport.
Med hjälp av Lgppa-armen flyttades modulen till DOS-7-modulens babordsport den 27 april.

## Öde
Priroda och övriga delar av Mir brann upp den 23 mars 2001 då stationen avsiktligt återinträdde i jordens atmosfär. Rester av den slog ner i Stilla havet öster om Nya Zeeland.

## Dockningar
| Farkost | Port  | Dockning (UTC)         | Urdockning (UTC)    |
| ------- | ----- | ---------------------- | ------------------- |
| DOS-7   | Akter | 26 april 1996 12:42:32 | 27 april 1996 08:32 |
| DOS-7   | Akter | 27 april 1996 10:06    |                     |